# بن ساز
بنجامين إريك ساز (بالإنجليزية: Benjamin Eric Sasse)‏ هو سياسي أمريكي من الحزب الجمهوري ولد في يوم 22 فبراير 1972 في قرية بلينفيو في نبراسكا. أكمل دراسته في جامعة هارفارد باختصاص الاستاذية في الفنون الحرة، وله شهادة دكتوراة في التاريخ من جامعة ييل. يشغل حالياً منصب عضو في مجلس الشيوخ الأمريكي كممثل لولاية نبراسكا. يعتبر بن ساز من أكثر أعضاء الحزب الجمهوري ألذين يعارضون الرئيس الأمريكي دونالد ترامب، ويتهم ترامب بالعنصرية والدكتاتورية وبكونه عميل لروسيا، فيما اتهمه ترامب بكونه معادي للدستور وللتعديل الثاني.